# 곰취
곰취(학명: Ligularia fischeri, 영어: gomchwi 또는 fischers ragwort)는 국화과에 딸린 우리나라가 원산지인 여러해살이풀이다. 곰취는 곰이 좋아하는 나물이라는 뜻에서 유래되었다고 한다. 전국적으로 깊은 산의 습지에서 자생하며 곰이 살 정도로 깊은 산에서만 자란다고 하여 붙여졌다고 하며 웅소(熊蔬)라고도 한다. 키는 1m쯤이고, 뿌리잎은 잎꼭지가 길고 심장 모양이며 날카로운 잔 톱니가 있고 줄기잎은 작고 아랫도리는 칼집 모양으로 줄기를 싼다. 뿌리에 달린 잎 사이에서 줄기가 나오며 보통 잎이 3장정도 달리다. 줄기에서 나온 잎은 뿌리에 달린 잎과 모양이 비슷하지만 크기가 작다. 7~9월에 누른빛 꽃이 총상 꽃차례로 핀다. 열매맺는 시기는 9월이다. 식물의 키는 100cm~150cm이다. 대한민국 각지 및 일본, 중국, 동부 시베리아 등지에 분포한다.
어린 잎을 나물로 먹는다. 연한잎은 식용으로 생채를 쌈으로 먹거나 어린잎을 살짝 데쳐 쌈으로 먹거나 무쳐먹는다. 나물을 뜨거운 물에 데쳐 햇볕에 말려 묵나물로도 사용한다. 일반적으로 곰취는 노화방지, 기관지 질환, 항암효과, 변비예방에 좋다고 알려져있다.
곰취축제는 곰취 주산지이자, 대암산 곰취로 유명한 강원도 양구에서 매년 곰취 출하시기에 맞춰 곰취축제가 열린다.

## 재배 및 관리
비옥한 사질양토에서 잘 자란다. 내한성과 내음성이 강하므로 그늘에서도 잘 견디지만, 아침 햇살이 잘 드는 그늘에 심는 것이 좋다. 더위와 건조에 약하므로 바람이 잘 통하는 곳에 심고, 생육기에는 물이 마르지 않게 한다. 나물용으로 밭에서 키울 때는 그늘을 만들고 물을 충분히 주어야 한다. 포기나누기로도 번식한다.